# Championnats panaméricains de cyclisme de 1980
Navigation
Championnats panaméricains 1978 Championnats panaméricains 1981
Les Championnats panaméricains de cyclisme sont les championnats continentaux de cyclisme sur route et sur piste pour les pays membres de la Confédération panaméricaine de cyclisme.
La quatrième édition se déroule à l'automne 1980 au Chili. Outre le pays hôte, l'Argentine, le Brésil, la Colombie, le Mexique, le Paraguay et le Venezuela participent à la compétition.
Les compétitions sur piste ont pour théâtre le vélodrome du stade national (es) à Santiago. Les épreuves sont exclusivement masculines et la victoire revient à la sélection argentine.

## Podiums

### Cyclisme sur route
| Épreuves           | Or                                                                                | Argent                                                    | Bronze                                                             |
| ------------------ | --------------------------------------------------------------------------------- | --------------------------------------------------------- | ------------------------------------------------------------------ |
| Course en ligne    | Eduardo Trillini                                                                  | Manuel Aravena (en)                                       | Carlos Adolfo Mesa (en)                                            |
| 100 km par équipes | Venezuela Mario Medina (es) Justo Galaviz (de) Jesús Torres (es) Juan Arroyo (es) | Brésil Jair Braga (pt) Renato Ferraro João Suarez de Lima | Chili Manuel Aravena (en) Sergio Salas José Avendaño Jesús Córdova |

### Cyclisme sur piste
| Épreuves               | Or                                                                         | Argent                                                                                       | Bronze                                                                             |
| ---------------------- | -------------------------------------------------------------------------- | -------------------------------------------------------------------------------------------- | ---------------------------------------------------------------------------------- |
| Kilomètre              | Marcelo Alexandre                                                          | Efraín Domínguez                                                                             | Eduardo Trillini                                                                   |
| Vitesse                | Marcelo Alexandre                                                          | Aníbal Montes                                                                                | Antonio Urquijo (en)                                                               |
| Poursuite individuelle | Pedro Caíno (es)                                                           | Balbino Jaramillo (es)                                                                       |                                                                                    |
| Poursuite par équipes  | Argentine Pedro Caíno (es) Eduardo Trillini Omar Richeze Néstor Montabilet | Brésil Hans Fischer (en) Fernando Louro (de) José Carlos de Lima (de) Antônio Silvestre (pt) | Chili Fernando Vera (es) Roberto Muñoz (es) Sergio Aliste (de) Richard Tormen (en) |
| Course aux points      | Pedro Caíno (es)                                                           | Antônio Silvestre (pt)                                                                       | Gregorio Gámez                                                                     |

## Déroulement des championnats
Sept pays du continent (l'Argentine, le Brésil, le Chili, la Colombie, le Mexique, le Paraguay et le Venezuela) prennent part à partir du dimanche 30 novembre aux quatrièmes championnats panaméricains de cyclisme, qui a lieu à Santiago durant une semaine. L'absence des vingt et un autres pays membres de la confédération panaméricaine est regrettée par son président, Armando Ustariz, qui a rappelé que la quasi totalité des absents s'étaient engagés à venir. Il déplore même qu'il n'y ait pas de sanction prévue dans le règlement. Le samedi 29, le congrès technique inaugure les championnats dont la première épreuve, les 100 km par équipes, se déroule le lendemain matin. Cette compétition a pour théâtre une voie rapide qui joint la capitale Santiago à la côte Pacifique. Les compétitions sur piste commencent le lundi soir sur la piste en ciment du vélodrome du stade national (es). Celle-ci a été rénovée pour réduire les frottements tout en améliorant son adhérence. Cuba est l'unique sélection des "grandes" nations cyclistes continentales à être absente,.
Forte des succès de la Colombie dans les trois premiers championnats panaméricains, la presse colombienne cite leur sélection nationale comme la favorite N°1 de la compétition, parlant de « magnifique tradition cycliste sans cesse renouvelée ». Suivent le Venezuela, le Brésil et le Chili, pays qui présente une équipe très complète et de haut niveau. Le Mexique a des chances de victoire limitées tout comme l'Argentine, qui a amené essentiellement des "pistards", ses "routiers" étant régulièrement dépassés dans les tournois continentaux. Tandis que le Paraguay n'est représenté que par le seul Isabelino Portillo qui dispute, le dimanche 7 décembre, la course en ligne.
Étant donné le nombre relativement réduit de participants présents, des séries qualificatives ont été supprimées. C'est le cas pour les quarts de finale de la poursuite individuelle, prévus le lundi comme course inaugurale des épreuves sur piste. Il en est de même pour les huitièmes de finale de la vitesse (programmés initialement le mercredi) et pour les séries de la poursuite par équipes (fixées à l'origine au jeudi). Autre changement, le parcours de la course en ligne du dimanche 7, dernière épreuve des championnats, passe de 165 kilomètres à 174.
À la veille des compétitions, recevant la presse, les Vénézuéliens Armando Ustariz et Luis Solano, respectivement président et trésorier de la COPACI, et Isaac Froimovich (it), président de la fédération chilienne de cyclisme, se sont déclarés satisfaits de la réalisation de cet événement malgré les nombreuses difficultés techniques et économiques rencontrées.
À l'exception du samedi 6, jour de repos à la veille de la course en ligne, les compétitions ont lieu chaque jour.

### Le 100 km contre-la-montre par équipes
L'épreuve inaugurale des championnats a lieu le dimanche 30 novembre. À la veille de la compétition, six des sept sélections (l'Argentine, le Brésil, le Chili, la Colombie, le Mexique, le Paraguay et le Venezuela) sont annoncés au départ du 100 km contre-la-montre par équipes. À l'exception des coureurs du Mexique, les compétiteurs finalisent leur préparation avec un entraînement léger destiné à garder la condition physique et à reconnaitre le parcours. La délégation mexicaine, emmené par le vice-champion panaméricain Bernardo Colex (de), quant à elle, est resté à Lima pour la nuit. Le 100 km contre-la-montre se déroule sur une voie rapide « moderne » reliant Santiago au port de San Antonio, à l'O.S.O. de la capitale.
Le quartet vénézuélien, composé de Mario Medina (es), Justo Galavís (de), Jesús Torres (es) et Juan Arroyo (es), gagne l'épreuve à la moyenne de 46,887 km/h. À la deuxième place arrivent les Brésiliens, emmenés par Jair Braga (pt), auteur d'une prestation remarquable, qui effectuent le parcours à la moyenne de 46,203 km/h. La troisième marche du podium est pour le Chili, du quatuor Manuel Aravena (en), Sergio Salas, José Avendaño et Jesús Córdova, à la moyenne de 45,887 km/h. Finalement, les Mexicains n'ont pas participé à l'épreuve, bloqués qu'ils ont été à l'aéroport de Lima, pour des irrégularités de vol. Selon les spécialistes[Lesquels ?], le temps réalisé par les vainqueurs est « tout à fait acceptable », compte tenu des conditions dans lesquelles se sont déroulées l'épreuve, effectuée sur une voie rapide et avec une météo extrême.
Classement du contre-la-montre par équipes
| Pos                          | Pays      | Coureurs                                                                |    | Moyenne     |
| ---------------------------- | --------- | ----------------------------------------------------------------------- | -- | ----------- |
| Médaille d'or, Amérique      | Venezuela | Mario Medina (es) Justo Galavís (de) Jesús Torres (es) Juan Arroyo (es) | en | 46,887 km/h |
| Médaille d'argent, Amérique  | Brésil    | Jair Braga (pt) Ferrero João Suarez de Lima -                           | en | 46,203 km/h |
| Médaille de bronze, Amérique | Chili     | Manuel Aravena (en) Sergio Salas José Avendaño Jesús Córdova            | en | 45,887 km/h |

### Le kilomètre départ arrêté
L'Argentin Marcelo Alexandre gagne l'épreuve du kilomètre départ arrêté.
Après avoir repoussé l'épreuve au lendemain en raison d'une coupure d'électricité, Marcelo Alexandre s'adjuge la médaille d'or, en réalisant l'effort solitaire en 1 min 8 s 379. Il devance d'un écart infime (un millième) le Colombien Efraín Domínguez (1 min 8 s 380), qui doit se contenter de la médaille d'argent. Le bronze échoit à son compatriote Eduardo Trillini, qui a effectué les 1 000 mètres en 1 min 9 s 759. Le quatrième, le Brésilien Clóvis Anderson (en), échoue à six dixièmes de la médaille.
Classement du kilomètre départ arrêté contre-la-montre,
| Pos                          | Nom                  | Pays      | Temps          |
| ---------------------------- | -------------------- | --------- | -------------- |
| Médaille d'or, Amérique      | Marcelo Alexandre    | Argentine | 1 min 8 s 379  |
| Médaille d'argent, Amérique  | Efraín Domínguez     | Colombie  | 1 min 8 s 380  |
| Médaille de bronze, Amérique | Eduardo Trillini     | Argentine | 1 min 9 s 759  |
| 4                            | Clóvis Anderson (en) | Brésil    | 1 min 10 s 362 |
| ...7                         | Hans Fischer (en)    | Brésil    | 1 min 11 s 596 |

### La poursuite individuelle
L'Argentin Pedro Caíno (es) s'impose devant le Colombien Balbino Jaramillo (es) dans l'épreuve de poursuite individuelle.
Lors du tour qualificatif, Pedro Caíno réalise le "chrono" le plus rapide en 4 min 55 s. Il devance  de deux secondes environ Balbino Jaramillo (4 min 57 s 026). Moins d'un dixième plus lent, le Chilien Fernando Vera (es), qui a effectué les 4 000 mètres en 4 min 57 s 097, termine en troisième position. Viennent ensuite au classement des qualifications, les Brésiliens Antônio Silvestre (pt) et Fernando Louro (de).
En quarts de finale, l'Argentin Caíno réussit le meilleur temps en 4 min 50 s 953 et dispose largement du Mexicain Bernardo Colex (de), qui lui a réalise 5 min 8 s 008. En 4 min 54 s 603, le tenant du titre de la spécialité, Balbino Jaramillo dispose également assez facilement de son compatriote Sergio Jaramillo (en) (5 min 12 s 680).
| Pos | Nom                    | Pays      | Temps          |
| --- | ---------------------- | --------- | -------------- |
| 1   | Pedro Caíno (es)       | Argentine | 4 min 55 s -   |
| 2   | Balbino Jaramillo (es) | Colombie  | 4 min 57 s 026 |
| 3   | Fernando Vera (es)     | Chili     | 4 min 57 s 097 |
| 4   | Antônio Silvestre (pt) | Brésil    |                |
| 5   | Fernando Louro (de)    | Brésil    |                |
| 6   | Eduardo Cuevas (de)    | Chili     |                |
| 7   | Sergio Jaramillo (en)  | Colombie  |                |
| 8   | Bernardo Colex (de)    | Mexique   |                |

| Pos | Nom                    | Pays      | Temps          | Notes |
| --- | ---------------------- | --------- | -------------- | ----- |
| 1   | Pedro Caíno (es)       | Argentine | 4 min 50 s 953 | Q     |
| 2   | Bernardo Colex (de)    | Mexique   | 5 min 8 s 008  |       |
| 1   | Balbino Jaramillo (es) | Colombie  | 4 min 54 s 603 | Q     |
| 2   | Sergio Jaramillo (en)  | Colombie  | 5 min 12 s 680 |       |
| 1   | Fernando Vera (es)     | Chili     |                |       |
| 2   | Eduardo Cuevas (de)    | Chili     |                |       |
| 1   | Antônio Silvestre (pt) | Brésil    |                |       |
| 2   | Fernando Louro (de)    | Brésil    |                |       |

### La poursuite par équipes
L'Argentine remporte la compétition de poursuite par équipes.
Classement de la poursuite par équipes
| Pos                          | Pays      | Coureurs                                                                              | Temps |
| ---------------------------- | --------- | ------------------------------------------------------------------------------------- | ----- |
| Médaille d'or, Amérique      | Argentine | Pedro Caíno (es) Eduardo Trillini Omar Richeze Néstor Montabilet                      | -     |
| Médaille d'argent, Amérique  | Brésil    | Hans Fischer (en) Fernando Louro (de) José Carlos de Lima (de) Antônio Silvestre (pt) | -     |
| Médaille de bronze, Amérique | Chili     | Fernando Vera (es) Roberto Muñoz (es) Sergio Aliste (de) Richard Tormen (en)          | -     |
| 4                            | Colombie  | Balbino Jaramillo (es) Sergio Jaramillo (en) Carlos Adolfo Mesa (en) Efraín Domínguez | -     |

### La course aux points
Le Rioplatense Pedro Caíno (es) s'adjuge sa troisième médaille d'or des championnats.
Il remporte l'épreuve de course aux points, disputée sur cinquante kilomètres à la moyenne de 45,283 km/h, accumulant trois tours d'avance et quarante-cinq points. Caíno avait auparavant gagné les deux épreuves de poursuite (individuelle et par équipes). Il devance le Brésilien Antônio Silvestre (pt) qui a pris également trois tours d'avance sur le reste des compétiteurs mais glané seulement trente-six points. Le Mexicain Gregorio Gámez s'octroie la médaille de bronze en totalisant deux tours d'avance et trente-cinq points. Le Chilien Sergio Aliste (de) doit se contenter de la quatrième place, échouant à un point du podium (deux tours d'avance également et trente-quatre points). La cinquième place échoit au Colombien Balbino Jaramillo (es), qui a comptabilisé pareillement deux tours d'avance mais seulement vingt-six points.
Classement de la course aux points,
| Pos                          | Coureur                | Pays      | Points | Tours |
| ---------------------------- | ---------------------- | --------- | ------ | ----- |
| Médaille d'or, Amérique      | Pedro Caíno (es)       | Argentine | 45     | + 3   |
| Médaille d'argent, Amérique  | Antônio Silvestre (pt) | Brésil    | 36     | + 3   |
| Médaille de bronze, Amérique | Gregorio Gámez         | Mexique   | 35     | + 2   |
| 4                            | Sergio Aliste (de)     | Chili     | 34     | + 2   |
| 5                            | Balbino Jaramillo (es) | Colombie  | 26     | + 2   |
| 6                            | Fernando Louro (de)    | Brésil    | 24     | + 2   |
| 7                            | Marco Antonio López    | Mexique   | 23     | + 1   |
| 8                            | Eduardo Trillini       | Argentine | 22     | 0     |

### La vitesse individuelle
Le jeune Argentin Marcelo Alexandre remporte sa deuxième médaille d'or des championnats.
Deux Argentins, un Brésilien et un Chilien se qualifient pour les demi-finales du tournoi de vitesse. Marcelo Alexandre se défait du Brésilien Clóvis Anderson (en) en deux manches sèches (en 11 s 325 puis en 11 s 324). Tandis que son compatriote Aníbal Montes a besoin d'une troisième manche pour battre le Chilien Miguel Droguett (de) et se qualifier pour le tour suivant.
Alexandre s'impose en finale. Il bat en deux manches Montes en réalisant 11 s 054 dans la première manche et 11 s 114 dans la seconde. Montes, qui a bien résisté, récolte la médaille d'argent. Dans la finale pour la médaille de bronze, le Chilien Antonio Urquijo (en) se défait du Brésilien Hans Fischer (en) également en deux manches (12 s 368 et 11 s 531). Dans la match de classement pour la cinquième place, Droguett (de) dispose d'Anderson (en) et du Vénézuélien Fernando Verde en 12 s 147.
Finales
Match pour la médaille d'or
| Pos                         | Nom               | Pays      | 1re manche | 2e manche |
| --------------------------- | ----------------- | --------- | ---------- | --------- |
| Médaille d'or, Amérique     | Marcelo Alexandre | Argentine | 11 s 054   | 11 s 114  |
| Médaille d'argent, Amérique | Aníbal Montes     | Argentine | -          | -         |

Match pour la médaille de bronze
| Pos                          | Nom                  | Pays   | 1re manche | 2e manche |
| ---------------------------- | -------------------- | ------ | ---------- | --------- |
| Médaille de bronze, Amérique | Antonio Urquijo (en) | Chili  | 12 s 368   | 11 s 531  |
| 4                            | Hans Fischer (en)    | Brésil | -          | -         |

Match pour la cinquième place
| Pos | Nom                  | Pays      | 1re manche |
| --- | -------------------- | --------- | ---------- |
| 5   | Miguel Droguett (de) | Chili     | 12 s 147   |
| 6   | Clóvis Anderson (en) | Brésil    | -          |
| 7   | Fernando Verde       | Venezuela | -          |

### La course en ligne
La sélection argentine conquiert une sixième médaille d'or.
Après une journée sans compétition, l'épreuve sur route clôt les championnats le dimanche 7 décembre 1980. À 9 h 00 locales, cinquante compétiteurs des sept nations présentes (l'Argentine, le Brésil, le Chili, la Colombie, le Mexique, le Paraguay et le Venezuela) ont rendez-vous sur le circuit de Maipú, à une vingtaine de kilomètres de Santiago. Ils l'ont à parcourir dix fois pour un total de  173,1 kilomètres,.
Eduardo Trillini, après avoir remporté la médaille d'or en poursuite par équipes et une en bronze sur l'épreuve du kilomètre, s'adjuge la plus haute marche du podium de la course en ligne.
Finalement des cinquante coureurs prévus, ce sont trente-six participants qui s'élancent sur la voie rapide Santiago - Valparaíso (es), sur laquelle est tracé le circuit. En raison de la forte chaleur que subissent les compétiteurs, seuls dix-neuf d'entre-eux terminent la course. À partir du troisième tour, dix coureurs s'échappent et obtiennent une minute d'avance. Dans ce groupe figurent les trois futurs médaillés. À trois tours de l'arrivée, cinq coureurs (les Mexicains Bernardo Colex (de) et Salvador Esquivel, le Chilien Gustavo Carvacho, le Vénézuélien Argemir Canizales et le Colombien Heriberto Urán (es)) réussissent à faire la jonction avec les fugueurs.
Un long sprint décide du classement de la course. Eduardo Trillini précède d'une roue le Chilien Manuel Aravena (en) qui lui-même devance d'un écart similaire le Colombien Carlos Adolfo Mesa (en). La moyenne horaire du vainqueur est de 41,918 km/h.
Classement de la course en ligne
| Pos                          | Coureur                 | Pays      | Temps             |
| ---------------------------- | ----------------------- | --------- | ----------------- |
| Médaille d'or, Amérique      | Eduardo Trillini        | Argentine | en 4 h 9 min 12 s |
| Médaille d'argent, Amérique  | Manuel Aravena (en)     | Chili     | m.t.              |
| Médaille de bronze, Amérique | Carlos Adolfo Mesa (en) | Colombie  | m.t.              |
| 4                            | Justo Galaviz (de)      | Venezuela | m.t.              |
| 5                            | Salvador Esquivel       | Mexique   | m.t.              |
| 6                            | Argemir Canizales       | Venezuela | m.t.              |
| 7                            | Marco Antonio López     | Mexique   | m.t.              |
| 8                            | Jesús Torres (es)       | Venezuela | m.t.              |
| 9                            | Heriberto Urán (es)     | Colombie  | m.t.              |
| 10                           | Sergio Jaramillo (en)   | Colombie  | m.t.              |

| Suite du classement (11-19) | Suite du classement (11-19) | Suite du classement (11-19) | Suite du classement (11-19) |
| Pos                         | Coureur                     | Pays                        | Temps                       |
| --------------------------- | --------------------------- | --------------------------- | --------------------------- |
| 11                          | Bernardo Colex (de)         | Mexique                     | m.t.                        |
| 12                          | Juan Arroyo (es)            | Venezuela                   | m.t.                        |
| 13                          | Gustavo Carvacho            | Chili                       | m.t.                        |
| 14                          | José Avendaño               | Chili                       | m.t.                        |
| 15                          | Omar Richeze                | Argentine                   | m.t.                        |
| 16                          | Jair Braga (pt)             | Brésil                      | à 2 min 11 s                |
| 17                          | João Suarez de Lima         | Brésil                      | m.t.                        |
| 18                          | Isabelino Portillo          | Paraguay                    | s.t.                        |
| 19                          | Afonso Gentil Ramos         | Brésil                      | s.t.                        |